# Alcântaras
Alcântaras este un oraș în statul Ceará (CE) din Brazilia.